# Фридман, Сигрид
Сигрид Каролина София Фридман (швед. Sigrid Karolina Sofia Fridman; 23 ноября 1879, Хапаранда — 8 января 1963, Стокгольм) — шведский скульптор, создательница памятников и монументальных скульптур.

## Биография и творчество
Сигрид Фридман родилась в 1879 году в Хапаранде. Её родителями были лесник Карл Густаф Фридман и его жена Матильда Брун. Сигрид получила специальность физиотерапевта и до тридцатилетнего возраста работала в этой области. Затем она начала интересоваться скульптурой и поехала учиться этому искусству в Париж. Она посещала несколько академий, где учёба была бесплатной, а затем училась у Антуана Бурделя в Академии Гранд-Шомьер, где в то же время училась её соотечественница Ниннан Сантессон. Возможно, под влиянием последней по возвращении из Швеции Сигрид поселилась в Гётеборге. Там она приняла участие в нескольких выставках и вскоре начала получать заказы. Так, в 1920 году она создала две грандиозных скульптуры моржа и морского конька для компании морского страхования: каждая скульптура, изготовленная компанией Nordiska granitbolaget, весила около двух тонн. В 1923 году Сигрид Фридман получила заказ на создание фонтана перед гётеборгским Музеем естественной истории. Созданный ею «Пингвиний колодец» (Pingvinbrunnen) выполнен из чёрного гранита.
В 1924 году Фридман переехала жить в Стокгольм, где ей предоставлялось больше возможностей. Ей удалось выиграть конкурс на создание памятника Фредрике Бремер. Торжественно открытый в 1927 году, он вызвал насмешки критиков, которые сочли памятник лишённым торжественности и величия, подобающих изображению исторической личности. Высказывались даже требования убрать памятник, однако он остался на своём месте в парке Хумлегорден. Не меньшей критике подвергся её проект памятника Эллен Кей, и понадобилось тридцать лет ожидания, чтобы он наконец, в 1953 году, занял отведённое для него место в стокгольмском парке Ярла (ныне парк Эллен Кей).
В 1939 году Сигрид Фридман создала для Стокгольма ещё одну статую: кентавра. В его случае также не обошлось без предварительной полемики, однако в конце концов кентавр был установлен на холме Observatoriekullen. Сигрид Фридман стала первой женщиной, чьи скульптуры появились в городском пространстве.
Сигрид Фридман была близка к кругам Союза Фредрики Бремер и общалась с Сигрид Лейонхувуд, Лидией Вальстрём и другими её членами. Особое значение в её жизни приобрела Клара Йохансон, литературный критик, с которой она познакомилась в 1924 году. На протяжении двадцати четырёх лет они сохраняли близость, хотя ни одна из них не рассталась со своим прежним партнёром (парой Сигрид, в частности, была в течение пятидесяти лет тренер по гимнастике Рагнхильд Баркман). В своей скульптуре, «Кентавре», Сигрид Фридман видела символическое изображение Клары и самой себя.
Сигрид Фридман умерла в 1963 году в Стокгольме. Своё имущество она завещала использовать для создания фонда стипендий для женщин-скульпторов, обучающихся в Академии искусств.

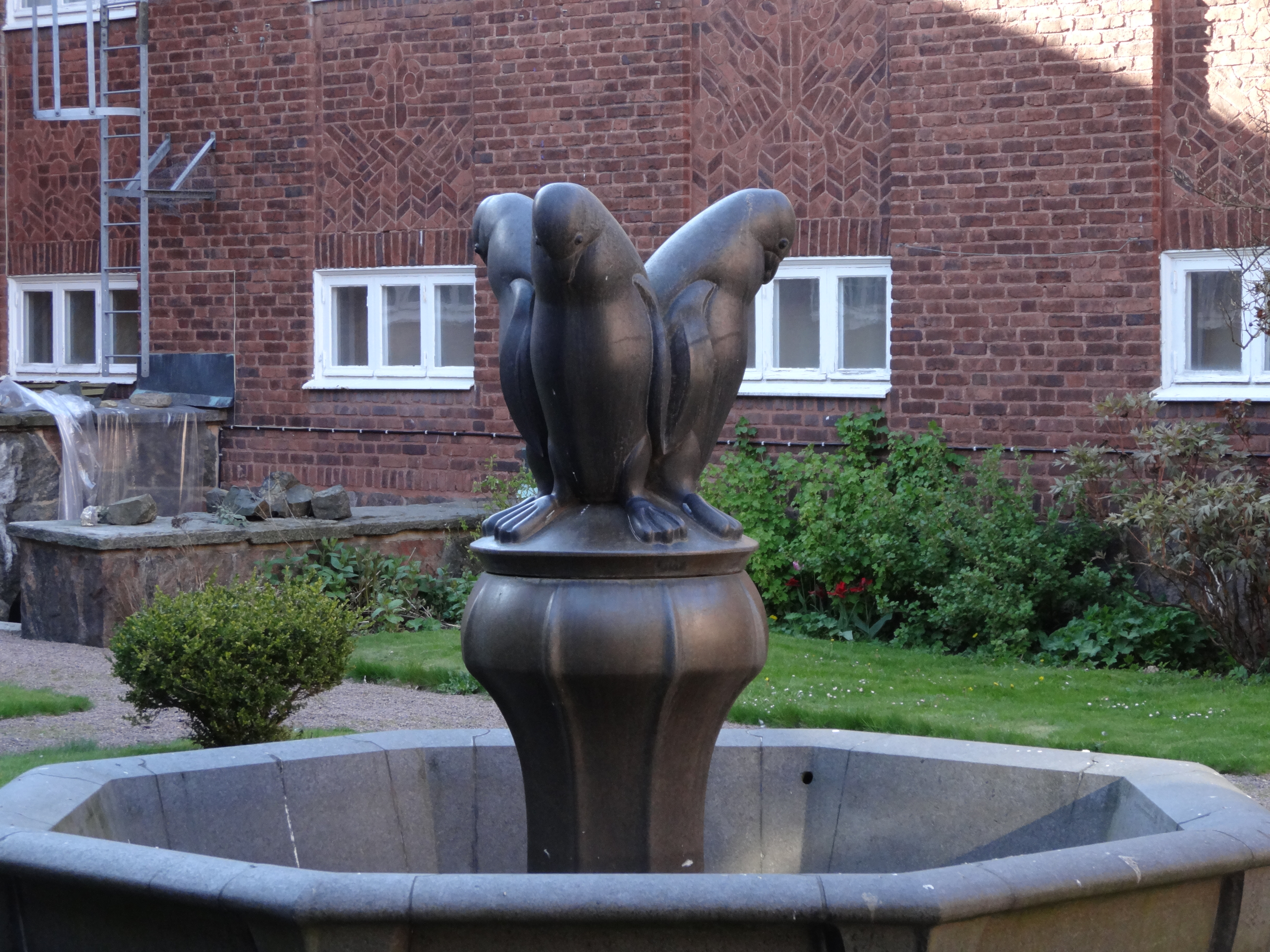
Фонтан с пингвинами
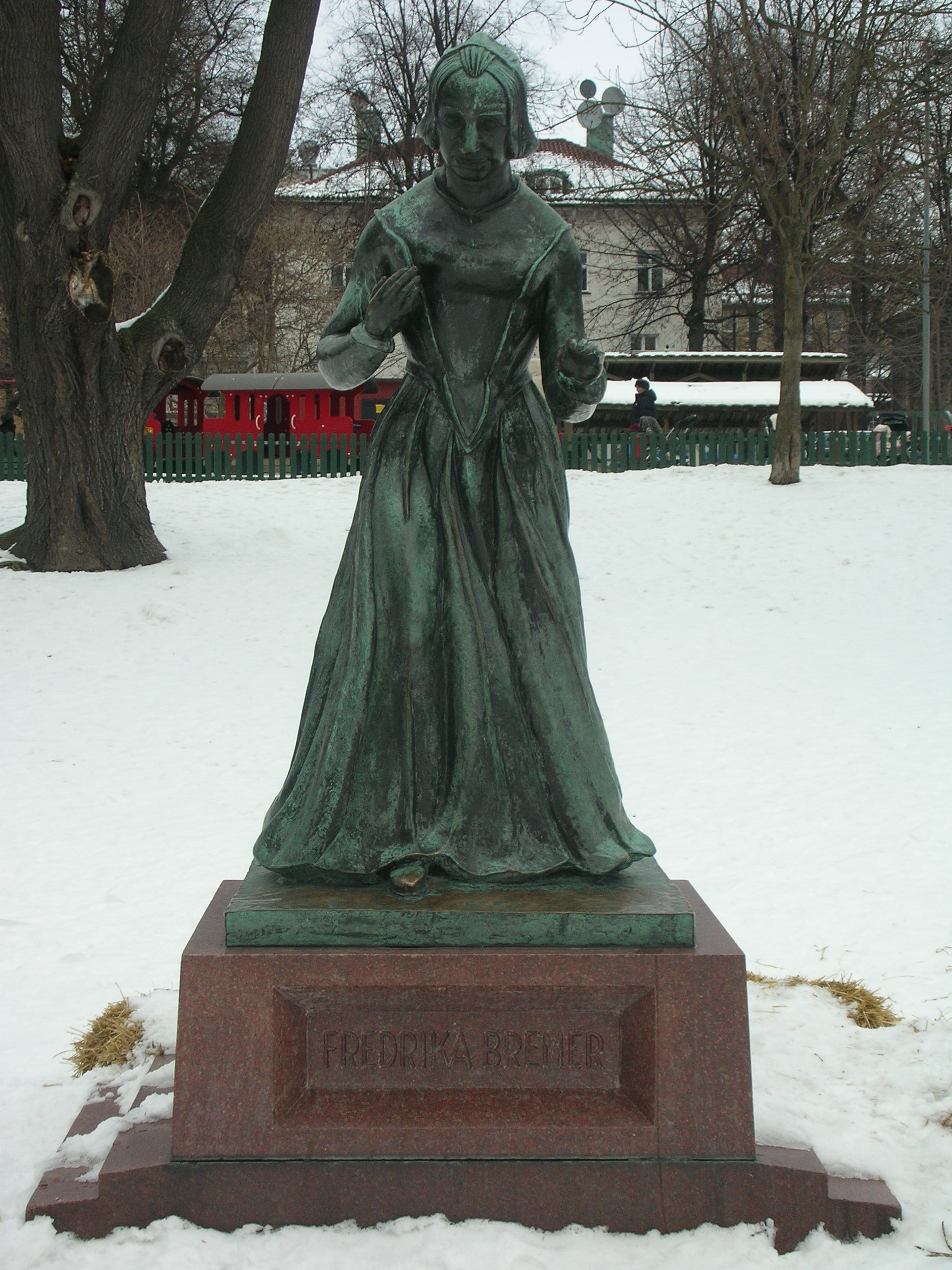
Памятник Фредрике Бремер
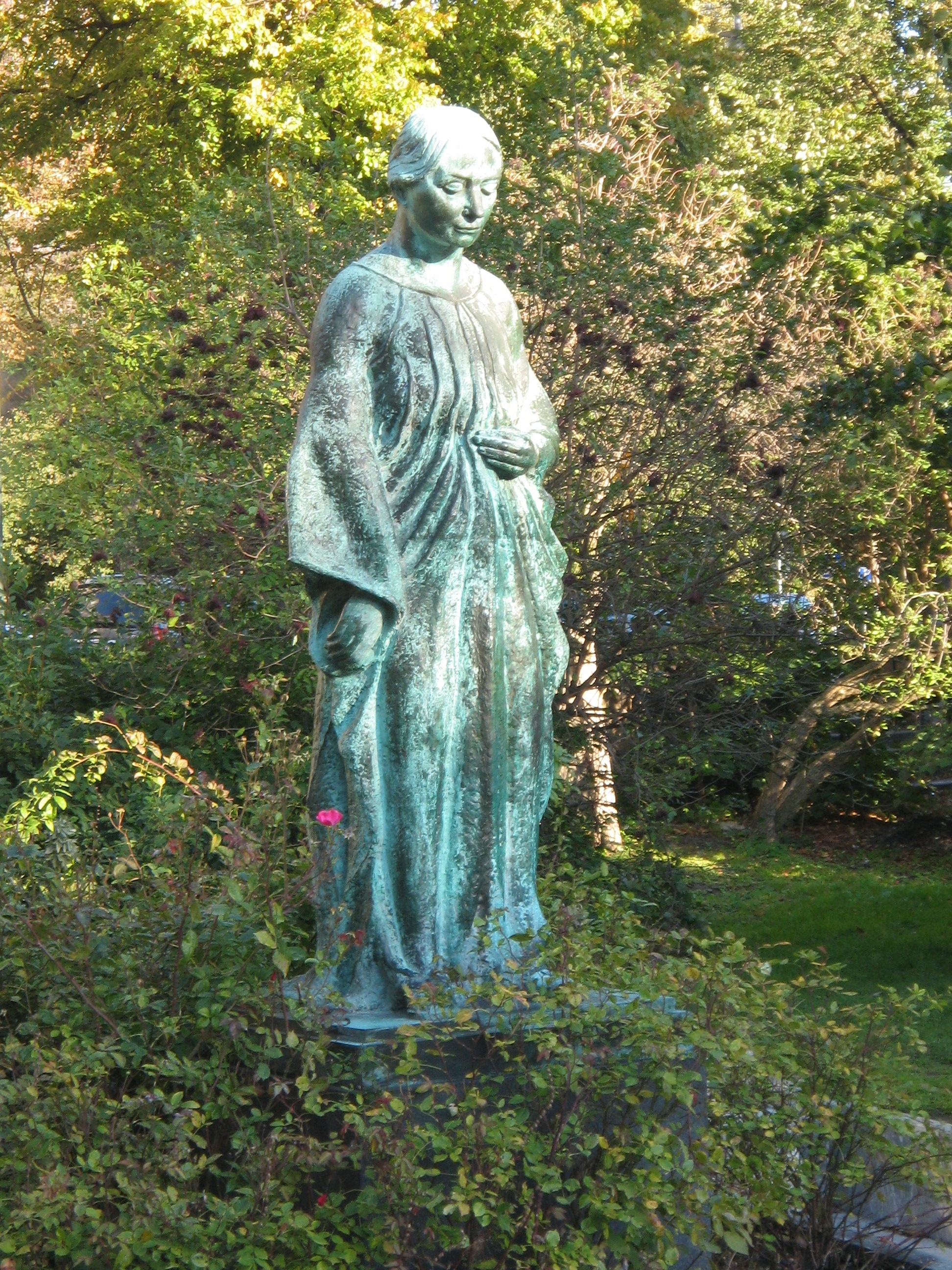
Памятник Эллен Кей
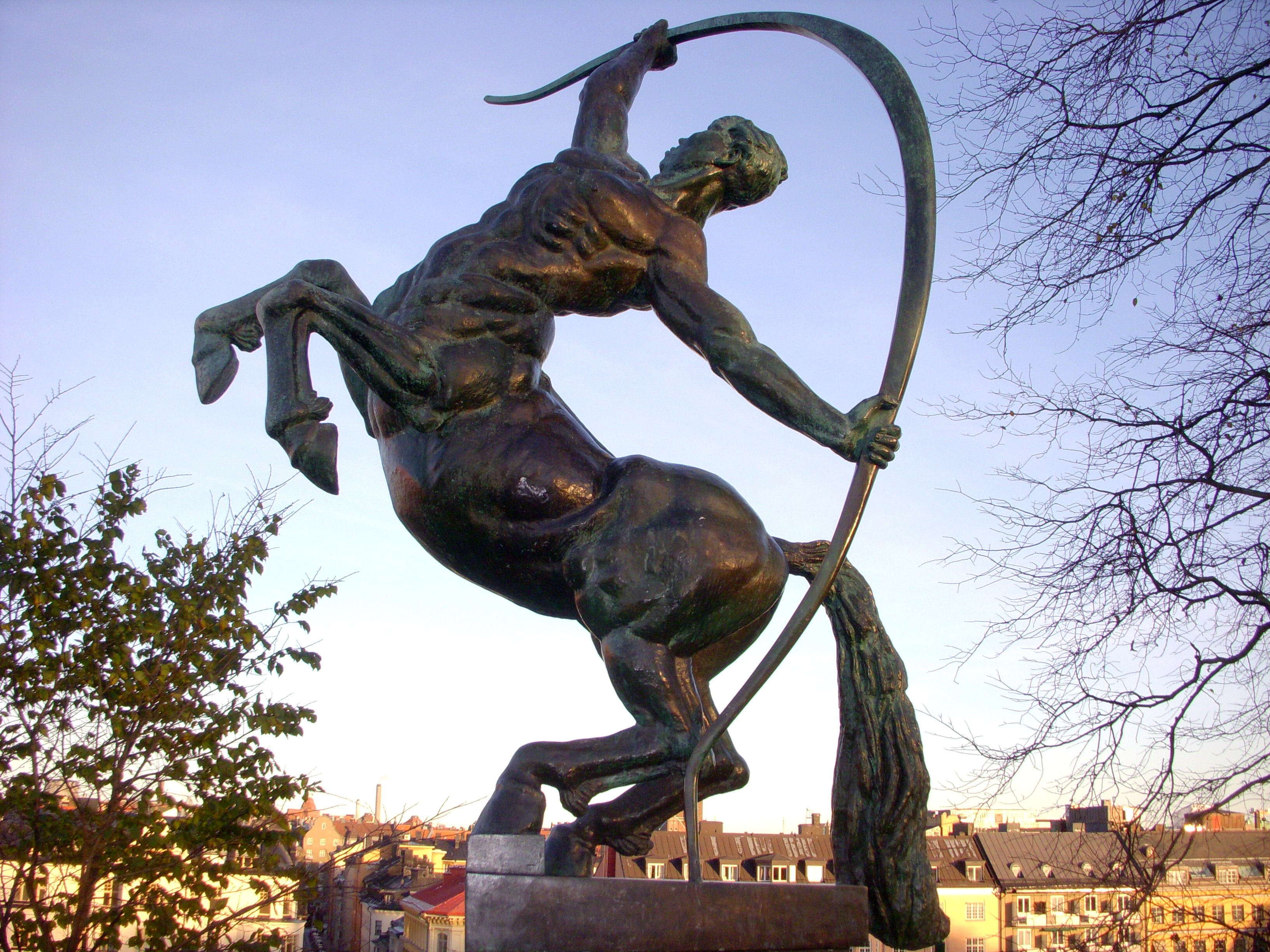
Кентавр